# Crateva suarezensis
Crateva suarezensis är en kaprisväxtart som beskrevs av Henri Ernest Baillon. Crateva suarezensis ingår i släktet Crateva, och familjen kaprisväxter. Inga underarter finns listade i Catalogue of Life.